# پری ملکی
پری ملکی (۱۵ آبان ۱۳۳۰ در تهران) خواننده، موسیقی‌دان ایرانی است.

## زندگی و فعالیت‌ها
پری ملکی در ۱۵ آبانِ ۱۳۳۰ شمسی در محلّهٔ درخونگاه بازار تهران در خانه‌ای سنتی و قدیمی زاده شد.
او ششمین فرزند خانواده بود. پدرش به تجارت چای اشتغال داشت. از شش سالگی همراه با خانواده به منزلی در محله جمال آباد نیاوران نقل مکان کردند. از این ایام بود که به موسیقی رادیو گوش می‌کرد و آنچه می‌شنید، فرا می‌گرفت. کلاس اول دبستان بود که برای اولین بار در جمع همکلاسی‌ها آواز خواند؛
پنجم دبستان بود که در جشن مدرسه همراه با ساز یکی از همکلاسی‌ها که عبارت بود از یک شانه سر، تصنیفی از پروین را خواند؛ از آن پس به‌طور مرتب در جشن‌ها و مسابقات مدرسه، بی‌اطلاع خانواده شرکت کرد؛ بارها در مسابقات ناحیه شمیران رتبه اول را کسب کرد، اما به دلیل همین حضور مخفیانه، از ادامه راه بازماند.

## زندگی شخصی و ازدواج
پری ملکی دارای دیپلم علوم طبیعی در سال ۱۳۵۰، با حسن ملکی ازدواج کرد و بعدها نام خانوادگی او را برای فعالیت‌های هنری برگزید.
حسن ملکی، دبیر ادبیات، روزنامه‌نگار و نویسنده است و حاصل این ازدواج، دو فرزند است: توکا ملکی، دخترش، متولد ۱۳۵۲ کارشناس ارشد هنر، نویسنده و پژوهشگر است و پسرش بامداد ملکی متولد ۱۳۶۴ نوازنده تنبک و عود و عضو گروه خنیاست.

## فراگیری موسیقی به‌طور حرفه‌ای
پس از ازدواج به تشویق همسرش خواندن را به‌طور جدی پی گرفت. ایرج تیمورتاش، ترانه‌سرا، او را به وزارت فرهنگ و هنر وقت معرفی کرد و او مدت زمان کوتاهی نزد محمود کریمی به فراگیری آواز سنتی پرداخت.
از سال ۱۳۵۶ تا ۱۳۵۹ در انگلیس به فراگیری گیتار کلاسیک پرداخت و پس از بازگشت به ایران یک سالی نیز نزد برادران صادق و باقر مؤذن آموختن را ادامه داد. پس از آن به آموختن سه تار روی آورد. یک سال نخست را با جمال سماواتی و پس از آن با مسعود شعاری کار کرد. از سال ۱۳۶۰ تا ۱۳۶۴ فراگیری آواز سنتی را نزد نصرالله ناصح پور پی گرفت.
کلاس‌ها در مرکز چاووش به صورت گروهی تشکیل می‌شد. استاد که ردیف عبدالله دوامی (مکتب تهران) را می‌آموخت، گوشه‌ای را چندین بار می‌خواند و هفته بعد درس را تحویل می‌گرفت. این آموزش با ضبط کاست همراه نبود و هنرجو می‌بایست از حافظه خود استفاده می‌کرد. پری ملکی از استاد می‌خواست تا بار دیگر در آخرین لحظه کلاس، درس آن جلسه را تکرار کند و خود، تمام راه برگشت به خانه را زمزمه می‌کرد تا درس را فراموش نکند.
پس از آن نزد علی جهاندار شیوه سید حسین طاهرزاده (مکتب اصفهان) را فراگرفت. شیوه استاد این بود که درس را ضبط می‌کرد و برای هنرجو می‌خواند. این همان شیوه‌ای است که پری ملکی خود برای تدریس به کار گرفت. در همین ایام نزد امیر پایور به فراگیری تصانیف قدیمی پرداخت. امیر پایور به خاطر داشت که ایام کودکی و نوجوانی اش، عارف قزوینی در منزل آن‌ها زندگی می‌کرده و پدرش شاگرد آقا حسینقلی بوده است. امیر پایور بسیاری از تصانیف سنتی و مردمی آن سال‌ها را در خاطر داشت.

## تدریس آواز و شیوه آن
پری ملکی از سال ۱۳۶۵ شروع به تدریس کرد. ابتدا با چند هنرجو و سپس و تاکنون در ماه بیش از پنجاه هنرجو را تعلیم می‌دهد و با شاگردان به صورت انفرادی و تک تک کار می‌کند. گوشه‌ها را می‌خواند و ضبط می‌کند و به همراه هر گوشه در هر جلسه یک تصنیف نیز می‌آموزد.
مرحله اول، تدریس آوازها و دستگاه‌ها به جز نوا و راست پنجگاه است. در این مرحله گوشه‌ها را برای هنرجو تشریح کرده و جمله‌بندی و اجزای آن را به تفکیک مشخص می‌سازد و تحریرها را نخست آرام و شمرده برای هنرجو ضبط می‌کند. مرحله دوم آموزش، شعرگذاری بر روی گوشه هاست. هنرجو شعر مناسبی برای هر گوشه و آواز پیدا کرده و به ترتیب ردیف را دوره می‌کند. در مرحله سوم نوا و راست پنجگاه را می‌آموزد و مرحله چهارم به تدریس آنچه از شیوه طاهرزاده مانده اختصاص دارد. مرحله آخر بازخوانی شیوه آوازخوانی خوانندگان قدیمی همچون قمر، روح‌انگیز و معاصران چون بنان، قوامی، خوانساری، شجریان و… است.
پری ملکی به تجربه دریافته کلاس دسته جمعی به ضرر شاگردان است. از آن جا که شاگردان با قوه‌های گوناگون می‌بایست در کنار هم قرار گیرند.
از خیل شاگردان این سال‌ها، امروز بسیاری خود، مدرس یا خواننده شده‌اند که از آن جمله مهسا وحدت و مرجان وحدت، یاسمن کاظمی، حمیرا مظاهری، نوشین طافی، عرفان پورنقیبی و تعدادی نیز به گروه‌های همخوانی (کر) معرفی شده‌اند.
پری ملکی علاوه بر تدریس خصوصی و نیمه خصوصی، تاکنون در مرکز حفظ و اشاعه موسیقی، فرهنگسرای شفق، آموزشگاه هنری پیام، آموزشگاه تماشاگه راز، آموزشگاه هنری ساز و آموزشگاه هنری ترانه نیز به تدریس پرداخته است.

## تأسیس گروه موسیقی خُنیا
پری ملکی از سال ۱۳۷۳ با تشکیل گروه موسیقی «خنیا» به اجرای کنسرت‌هایی برای بانوان و سپس با تغییرات جامعه، به صورت همخوانی برای عموم پرداخته است.
«خُنیا» واژهای کهن و ایرانی است به معنای سرود و نوا و نغمه، و نام «خنیاگران» در ادبیات ایران بسیار به کار رفته است.
گروه موسیقی «خنیا» به عنوان یکی از پیشگامان گروه‌های موسیقی بانوان، با انگیزه ایجاد زمینه برای بروز استعدادهای بانوان در زمینه هنر موسیقی در سال ۱۳۷۳ تشکیل شده است. این گروه از سال ۱۳۷۹ از همکاری نوازندگان و خوانندگان مرد بهره جسته و کنسرت‌هایی به صورت همخوانی و همنوازی برای عموم اجرا کرده است.
گروه «خنیا» در اجراهای مختلف خود، تلاش می‌کند که به تجربه‌های جدید در زمینه شیوه‌های اجرایی موسیقی سنتی ایران دست یافته و فضایی تازه در زمینه موسیقی ارائه کند. در این مسیر گاه از موسیقی محلی ایران نیز بهره می‌جوید.
اکثر اعضای این گروه را جوانانی تشکیل می‌دهند که با اندیشه‌های نو و خلاق در برنامه‌های این گروه سهم دارند. گروه «خنیا» تلاش دارد تا به تجربه‌های جدید در زمینه شیوه‌های اجرایی موسیقی سنتی ایران دست یافته و ضمن حفظ اصالت موسیقی ایران در احیای آن گام‌های مؤثری بردارد.
گروه موسیقی خنیا به عنوان یکی از گروه‌های موفق موسیقی ایرانی شناخته شده است.

### کنسرت‌ها
نخستین بار پری ملکی در مقام خواننده در یک تور اروپایی در کشورهای آلمان، اتریش، سوییس و انگلیس به اجرای برنامه پرداخت. برنامه‌های این گروه معرف موسیقی ایرانی و فعالیت‌های گروه بانوان، مورد استقبال ایرانیان مقیم کشورهای ذکر شده قرار گرفت و در دومین سفر، گروه موسیقی خنیا به دعوت دانشگاه اکول نورمال سوپریور فرانسه، راهی پاریس شد و به اجرای برنامه پرداخت. در مرداد ۱۳۸۴ فستیوال بین‌المللی موسیقی مورا (فرانسه) با دعوت رسمی از گروه خنیا، برای اجرای دو برنامه اقدام کرد. اما استقبال بی‌نظیر فرانسویان سبب شد که گروه، هم‌زمان در فستیوال موسیقی شهر ساران حضور یابد و به خلاف برنامه‌های پیش‌بینی شده از قبل، در چندین برنامه دیگر، موسیقی سنتی ایران را به علاقه‌مندان معرفی کند.
بار دیگر در بهار سال ۱۳۸۵ گروه موسیقی خنیا در یک تور اروپایی در سوییس و چندین شهر آلمان به اجرای کنسرت‌هایی پرداخت. در همین زمان (۱۳ آوریل ۲۰۰۶) به دعوت سازمان یونسکوی پاریس، گروه خنیا به در سالن شماره دو این سازمان در پاریس به مناسبت میلاد حضرت رسول اکرم و اعطای جایزه بوعلی سینا به اجرای کنسرت پرداخت. گروه خنیا در سال ۱۳۸۶ در خانه فرهنگ ایران در پاریس به اجرا پرداخت. در سال ۱۳۸۷ در یک تور اروپایی در آلمان، سوییس، بلژیک و سپس در کادوگان هال (لندن) برنامه‌هایی را اجرا کرد. گروه خنیا در سال‌های ۱۳۸۸ و ۱۳۹۰ به فستیوال موسیقی خیابانی بوسکرز برن (سوییس) دعوت شد. در سال ۱۳۹۱ پری ملکی در فستیوال بین‌المللی هنرهای سنتی در شهر والانسیئن (فرانسه) شرکت داشت.

## جوایز
در مراسم اختتامیه هجدهمین جشنواره موسیقی فجر که روز جمعه دوم اسفند ماه ۱۳۸۱ در تالار وحدت برگزار شد، یکی از جوایز و لوح قدردانی این جشنواره توسط احمد مسجد جامعی، وزیر فرهنگ و ارشاد اسلامی وقت به پری ملکی اهدا شد. گروه خنیا ضمنن در مراسم اختتامیه، بخشی از برنامه همخوانی و همنوازی خود را که در این جشنواره ارائه کرده بود، برای مهمانان مراسم اختتامیه اجرا کرد.
پری ملکی در سال ۱۳۹۵ مدرک درجه یک هنری (معادل دکترا) را در رشته موسیقی (گرایش آواز ایرانی) از شورای ارزشیابی هنرمندان، نویسندگان و شاعران کشور دریافت کرد.

## فعالیت‌های دیگر
پری ملکی با سه فیلم مستند به کارگردانی خسرو سینایی و فیلم مستند «بارکوله کشی» همکاری کرده است و نیز به عنوان تنظیم‌کننده موسیقی صحنه‌ها و تعلیم آواز با کیومرث پوراحمد در فیلم شب یلدا همکاری داشته است.
وی همچنین از سال ۱۳۹۴ آموزشگاه موسیقی خنیا را تأسیس کرده است.

## آلبوم‌ها
- یاد ایران
- یادمان بنان
- زیباتر از ماه و گل
- نرگس مست
- تهران ۱۳۳۰
- امیر عشق
- شالی
- رؤیای رنگین
- قصه‌های از یاد رفته
- عاشقان دیروز
- شبی با خیام
- آن روزها

## نگارخانه

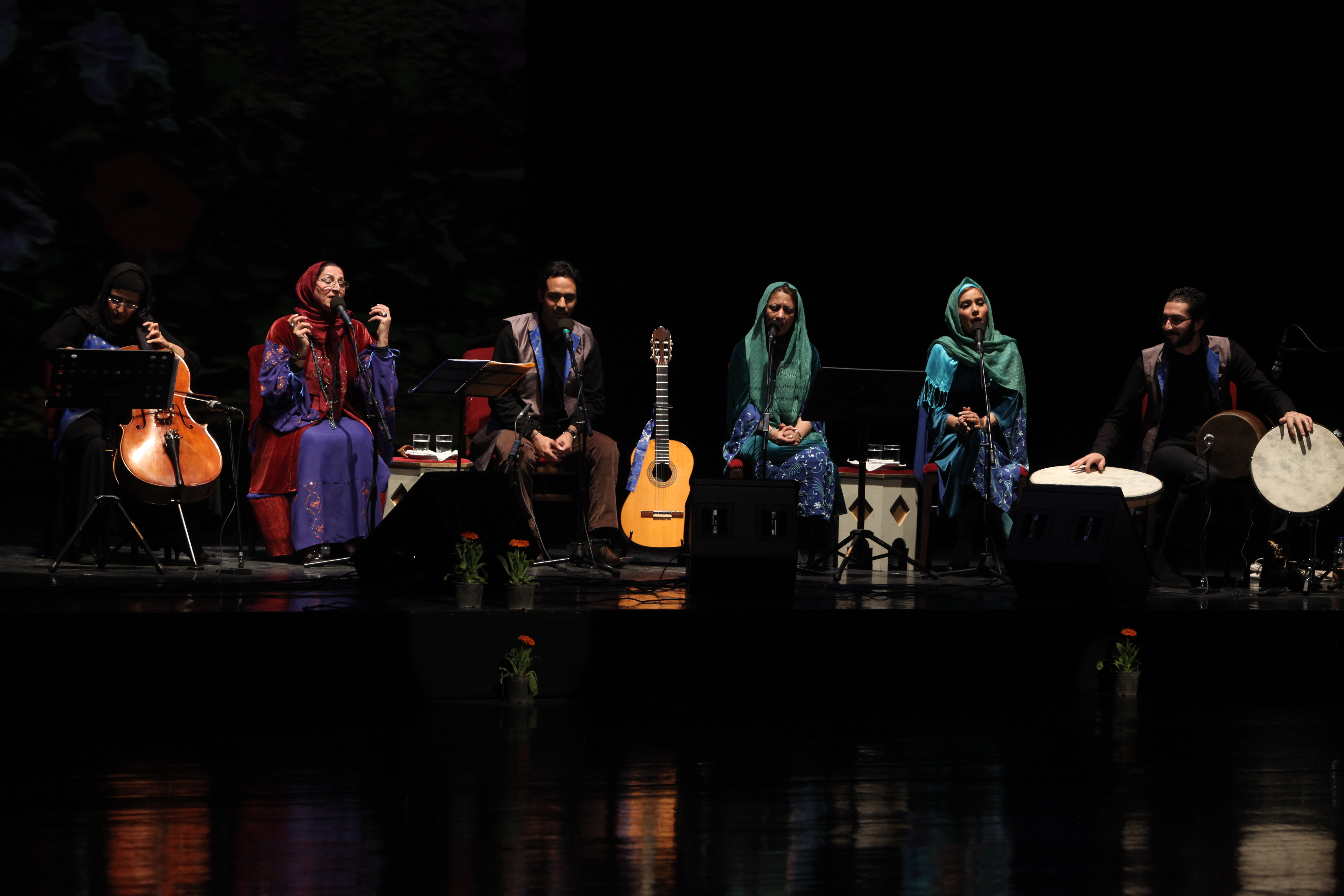
کنسرت  گروه همخوانی و همنوازی گره خنیا -آن روزها: پری ملکی -
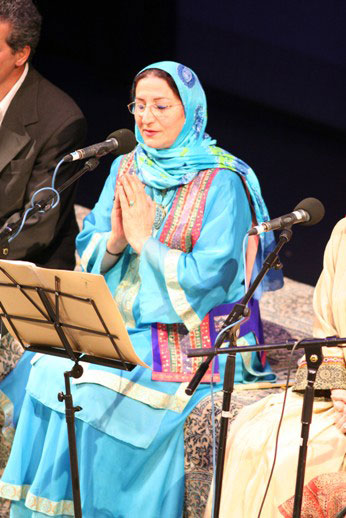
کنسرت  گروه همخوانی و همنوازی گره خنیا شهریور سال ۱۳۸۵: پری ملکی -